# Discographie de Vianney
La discographie de Vianney comprend quatre albums studio, un album live, treize singles ainsi que quatre singles en collaboration.
En 2014, Vianney sort son premier album Idées blanches duquel est extrait cinq singles : Je te déteste, Pas là — qui atteindra notamment le top 20 en Belgique (Wallonie) et en France —, Veronica, Les gens sont méchants et On est bien comme ça. En France, l'album sera certifié double disque de platine.
En 2016, le deuxième album du chanteur est sorti, intitulé Vianney. Je m'en vais est le premier single de l'album et devient l'un de ses plus grands succès, atteignant le top 5 en France, en Wallonie et en Suisse romande et obtenant une certification de diamant en France. Les chansons Moi aimer toi et Dumbo, Le Fils à papa et J'm'en fous sont respectivement sorties en tant que deuxième, troisième, quatrième et cinquième singles de l'album. L'album sera certifié diamant en France et disque d'or en Belgique.
Le troisième album de Vianney intitulé N'attendons pas est sorti le 30 octobre 2020. Le premier single de l'album est N'attendons pas, suivi de Beau-papa.

## Albums

### Albums studio
| Titre                                                             | Détails                                                                                     | Meilleur classement | Meilleur classement | Meilleur classement | Meilleur classement | Meilleur classement | Ventes                 | Certifications              |
| Titre                                                             | Détails                                                                                     | FRA                 | BEL (FLA)           | BEL (WAL)           | SUI                 | SUI (ROM)           | Ventes                 | Certifications              |
| ----------------------------------------------------------------- | ------------------------------------------------------------------------------------------- | ------------------- | ------------------- | ------------------- | ------------------- | ------------------- | ---------------------- | --------------------------- |
| Idées blanches                                                    | - Sortie : 20 octobre 2014 - Label : Tôt ou tard, Island - Formats : CD, LP, téléchargement | 31                  | —                   | 29                  | 91                  | 22                  | - : 200 000            | - SNEP : 2 × Platine        |
| Vianney                                                           | - Sortie : 25 novembre 2016 - Label : Tôt ou tard - Formats : CD, LP, téléchargement        | 1                   | 118                 | 2                   | 12                  | 2                   | - : 500 000 - : 15 000 | - SNEP : Diamant - BEA : Or |
| N'attendons pas                                                   | - Sortie : 30 octobre 2020 - Label : Tôt ou tard - Formats : CD, LP, téléchargement         | 1                   | 147                 | 2                   | 10                  | 2                   | - : 300 000            | - SNEP : 3 × Platine        |
| À 2 à 3                                                           | - Sortie : 10 novembre 2023 - Label : Tôt ou tard - Formats : CD, LP, téléchargement        | 1                   | 155                 | 1                   | 7                   | —                   | - : 100 000            | - SNEP : Platine            |
| « — » indique que l'album n'est pas sorti ou classé dans le pays. |                                                                                             |                     |                     |                     |                     |                     |                        |                             |

### Albumslive
| Titre                                                             | Détails                                                                               | Meilleur classement | Meilleur classement | Meilleur classement | Meilleur classement | Ventes     | Certifications   |
| Titre                                                             | Détails                                                                               | FRA                 | WAL                 | SUI                 | SUI (ROM)           | Ventes     | Certifications   |
| ----------------------------------------------------------------- | ------------------------------------------------------------------------------------- | ------------------- | ------------------- | ------------------- | ------------------- | ---------- | ---------------- |
| Le Concert                                                        | - Sortie : 16 novembre 2018 - Label : Tôt ou tard - Formats : CD, DVD, téléchargement | 11                  | 27                  | 33                  | 10                  | - : 50 000 | - SNEP : Platine |
| « — » indique que l'album n'est pas sorti ou classé dans le pays. |                                                                                       |                     |                     |                     |                     |            |                  |

## Singles

### En tant qu'artiste principal
| Titre                                                               | Année | Meilleur classement | Meilleur classement | Meilleur classement | Meilleur classement | Meilleur classement | Certifications   | Album                              |
| Titre                                                               | Année | FRA Ventes          | BEL (WAL)           | BEL (FL)            | SUI                 | SUI (ROM)           | Certifications   | Album                              |
| ------------------------------------------------------------------- | ----- | ------------------- | ------------------- | ------------------- | ------------------- | ------------------- | ---------------- | ---------------------------------- |
| Je te déteste                                                       | 2014  | 113                 | —                   | —                   | —                   | —                   |                  | Idées blanches                     |
| Pas là                                                              | 2014  | 18                  | 13                  | —                   | —                   | 12                  |                  | Idées blanches                     |
| Veronica                                                            | 2015  | 185                 | —                   | —                   | —                   | —                   |                  | Idées blanches                     |
| Les gens sont méchants                                              | 2015  | —                   | —                   | —                   | —                   | —                   |                  | Idées blanches                     |
| On est bien comme ça                                                | 2015  | 110                 | 30                  | —                   | —                   | —                   |                  | Idées blanches                     |
| Je m'en vais                                                        | 2016  | 867                 | 3                   | 33                  | 48                  | 3                   | - SNEP : Diamant | Vianney                            |
| Moi aimer toi                                                       | 2017  | 471                 | 8                   | —                   | —                   | —                   | - SNEP : Platine | Vianney                            |
| Dumbo                                                               | 2017  | 151                 | 44                  | —                   | —                   | —                   | - SNEP : Platine | Vianney                            |
| Si on chantait                                                      | 2017  | —                   | —                   | —                   | —                   | —                   |                  | Le Petit Spirou la bande originale |
| Le Fils à papa                                                      | 2018  | —                   | —                   | —                   | —                   | —                   | - SNEP : Or      | Vianney                            |
| J'm'en fous                                                         | 2018  | 153                 | —                   | —                   | —                   | —                   |                  | Vianney                            |
| N'attendons pas                                                     | 2020  | 146                 | 21                  | —                   | —                   | 20                  |                  | N'attendons pas                    |
| Beau-papa                                                           | 2020  | 513                 | 2                   | —                   | —                   | 4                   | - SNEP : Diamant | N'attendons pas                    |
| Pour de vrai                                                        | 2021  | 107                 | —                   | —                   | —                   | —                   | - SNEP : Platine | N'attendons pas                    |
| Parce que c'est toi (feat. Mentissa)                                | 2021  | —                   | —                   | —                   | —                   | —                   | - SNEP : Or      | N'attendons pas                    |
| La fille du sud                                                     | 2022  | —                   | —                   | —                   | —                   | —                   |                  | N'attendons pas                    |
| Shifting Paradigms (feat. Charlie Winston)                          | 2022  | —                   | —                   | —                   | —                   | —                   |                  | À 2 ou 3                           |
| Call on me (feat. Ed Sheeran)                                       | 2022  | 30                  | 9                   | —                   | 33                  | —                   | - SNEP : Platine | À 2 ou 3                           |
| Keep it simple (feat. Mika)                                         | 2023  | 151                 | 19                  | —                   | —                   | —                   | - SNEP : Or      | À 2 ou 3                           |
| Le feu (feat. Kendji Girac)                                         | 2023  | 27                  | 9                   |                     |                     |                     | - SNEP : Platine | À 2 ou 3                           |
| Comment on fait (feat. Zazie)                                       | 2023  | 37                  | 13                  | —                   | —                   | —                   | - SNEP : Or      | À 2 ou 3                           |
| Le départ (feat. MC Solaar                                          | 2023  | —                   | —                   | —                   | —                   | —                   |                  | À 2 ou 3                           |
| Il faudrait (feat. Bigflo et Oli)                                   | 2023  | 144                 | —                   | —                   | —                   | —                   |                  | À 2 ou 3                           |
| Je suis fou (feat. Kendji Girac & Soprano)                          | 2023  | 188                 | 42                  | —                   | —                   | —                   | - SNEP : Platine | À 2 ou 3                           |
| Where do i go (feat. Rosa Linn)                                     | 2024  | 567                 | —                   | —                   | —                   | —                   |                  | —                                  |
| « — » indique que le single n'est pas sorti ou classé dans le pays. |       |                     |                     |                     |                     |                     |                  |                                    |

### Collaborations
| Titre                                                               | Année | Meilleur classement | Meilleur classement | Meilleur classement | Meilleur classement | Meilleur classement | Certifications                       | Album                   |
| Titre                                                               | Année | FRA Ventes          | BEL (WAL)           | BEL (FL)            | SUI                 | SUI (ROM)           | Certifications                       | Album                   |
| ------------------------------------------------------------------- | ----- | ------------------- | ------------------- | ------------------- | ------------------- | ------------------- | ------------------------------------ | ----------------------- |
| Les Filles d'aujourd'hui (feat. Joyce Jonathan)                     | 2016  | 46                  | —                   | —                   | —                   | —                   | - SNEP : Platine                     | Une place pour moi      |
| La Même (feat. Gims)                                                | 2018  | 1                   | 1                   | 21                  | 24                  | 1                   | - SNEP : Diamant - BEA : 2 × Platine | Ceinture noire          |
| Chanson sur ma drôle de vie (avec Véronique Sanson)                 | 2018  | —                   | —                   | —                   | —                   | —                   |                                      | Duos volatils           |
| Allez reste (feat. Boulevard des Airs)                              | 2019  | 69                  | 38                  | —                   | —                   | 19                  | - SNEP : Platine                     | Je me dis que toi aussi |
| « — » indique que le single n'est pas sorti ou classé dans le pays. |       |                     |                     |                     |                     |                     |                                      |                         |

## Autres chansons classées
| Titre                                                                  | Année | Meilleur classement | Meilleur classement | Certifications | Album           |
| Titre                                                                  | Année | FRA Ventes          | BEL (WAL)           | Certifications | Album           |
| ---------------------------------------------------------------------- | ----- | ------------------- | ------------------- | -------------- | --------------- |
| Quand j'étais chanteur                                                 | 2016  | 14                  | —                   |                | J'étais un ange |
| Sans le dire                                                           | 2016  | 15                  | —                   | - SNEP : Or    | Vianney         |
| J'ai oublié de vivre                                                   | 2018  | 7                   | —                   |                | Le Concert      |
| Puisque tu pars                                                        | 2018  | 16                  | —                   |                | Le Concert      |
| Merci pour ça                                                          | 2020  | 19                  | —                   |                | N'attendons pas |
| J'ai essayé                                                            | 2020  | 16                  | —                   |                | N'attendons pas |
| Les imbéciles                                                          | 2020  | —                   | 22                  | - SNEP : Or    | N'attendons pas |
| Dabali                                                                 | 2021  | 41                  | —                   |                | N'attendons pas |
| Maintenant (feat. Renaud)                                              | 2023  | 34                  | —                   |                | À 2 ou 3        |
| « — » indique que la chanson n'est pas sortie ou classée dans le pays. |       |                     |                     |                |                 |

## Écriture ou production
- Pomme : auteur et compositeur du titre Sans toi.
- Joyce Jonathan : co-parolier, co-compositeur et chanteur en duo sur le titre Les filles d'aujourd'hui.
- Ma force, pour Céline Dion, sur l'album Encore un soir
- Si j'étais chanteur, reprise de Michel Delpech sur l'album J'étais un ange
- La Mère évanouie, pour Julien Clerc
- Lego, pour Louane
- Malade : producteur, co-parolier et co-compositeur avec Alice on the Roof
- Pour oublier : auteur et co-compositeur, pour Kendji Girac
- Donnez-moi, pour Les Frangines
- Je chanterai, pour Erza Muqoli (ex-Kids United) + l'intégralité de son premier album Erza Muqoli
- Tout recommencer, producteur, co-parolier et co-compositeur, pour Patrick Bruel
- Rue Mouffetard avec Patrick Bruel
- Femmes je vous aime en duo avec Julien Clerc (album Duos)
- Ainsi valse la vie pour Black M
- Il n'y a plus d'après, reprise de Guy Béart sur l'album De Béart à Béart(s)
- Serre-moi XXV avec Tryo ft. Ibrahim Maalouf